# Филиппи, Петер
Петер Филиппи (нем. Peter Philippi; род. 30 марта 1866, Трир — 17 августа 1945, Ротенбург-об-дер-Таубер, Германия) — немецкий художник, портретист и мастер жанровой живописи, представитель дюссельдорфской школы.

## Жизнь и творчество
Петер Филиппи родился в семье торговца книгами и переплётчика, мать его была дочерью винодела. Закончив в Трире гимназию в 1883 году, в 1884 году юноша уезжает в Дюссельдорф изучать живопись в Академии художеств. Учёба была завершена в 1998 году, после чего Филиппи получает стипендию для учебных поездок. Среди его учителей в Академии следует назвать Петера Янсена-старшего, Гуго Крола и Адольфа Шилля. Во время своей учёбы Филиппи вступает в художественное общество «Малькастен» (в 1897—1905 годах). В 1885 году он с соучениками (Отто Модерсоном) создаёт союз художников «Тартарус», просуществовавший до 1913 года. В 1905 году он вступает в брак в Дюссельдорфе с художницей и соученицей Констанцей Шмитц из Берлина. В 1906 году, в поисках старинной и спокойной обстановки, художник переезжает из Дюссельдорфа в городок Ротенбург-об-дер-Таубер, сохранивший средневековый центр, и живёт в нём все оставшиеся годы. В том же году из печати выходит альбом с качественными репродукциями картин, написанных Петером Филиппи, сделавший его известным в различных регионах Германии. В качестве признания в 1910 году он награждается Прусской золотой медалью в области искусства и принимается в члены дюссельдорфской Академии художеств. В 1923 году Филиппи, вместе с группой других художников, организует в Ротенбурге союз живописцев. В 1926 году, к его 60-летию, Бавария присваивает ему титул профессора изобразительных искусств. После прихода в Германии к власти национал-социалистов Филиппи был принят в Имперскую камеру изобразительных искусств (нем. Reichskulturkammer — Reichskammer der bildenden Künste).
За годы своей творческой деятельности Филиппи написал около 120 картин; он занимался также иллюстрированием литературы, автором экслибрисов, почтовых марок и банкнот. Широкую известность и популярность в Германии имели выпущенные по работам Филиппи плакаты и почтовые открытки, с житейскими и зачастую юмористическими сценками. Во время правления в стране национал-социалистов полотна Филиппи высоко ценились и высоко оплачивались. К 75-летию художника в 1941 году, по указанию лично Гитлера, он был награждён престижной «медалью Гёте за заслуги в области искусств и науки». В период с 1937 и по 1943 год на ежегодных Больших немецких художественных выставках в Мюнхене было выставлено 48 его полотен. В 1943 году, в тех же залах, проходит уже персональная выставка Филиппи, на которой были представлены 36 его картин. В 1944 году художник был внесён в списки «Gottbegnadeten-Liste» наиболее ценных для страны деятелей искусства. Цены на картины работы Петера Филиппи продолжают оставаться высокими и в наше время. Так, одно из его полотен «В летней свежести», выставленное на аукционе в Рейнской области в 1997 году, было продано за 33 тысячи марок.
В городе Ротенбург-об-дер-Таубер одна из улиц носит его имя.

## Галерея

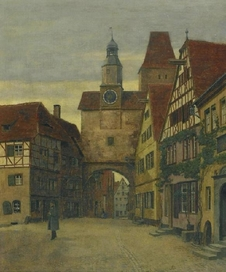
Ротенбург, старый город с башней Марка
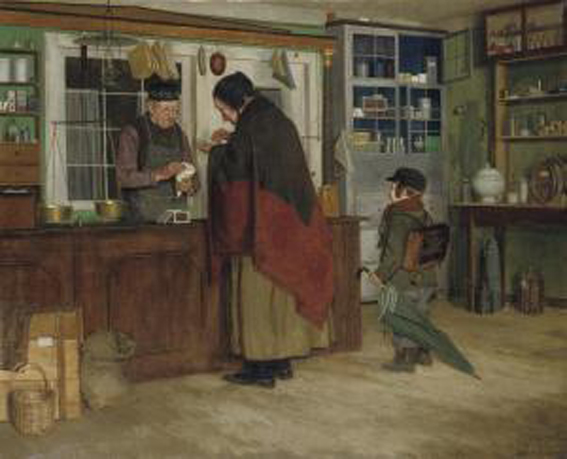
У лавочника (Большая немецкая художественная выставка, 1943)
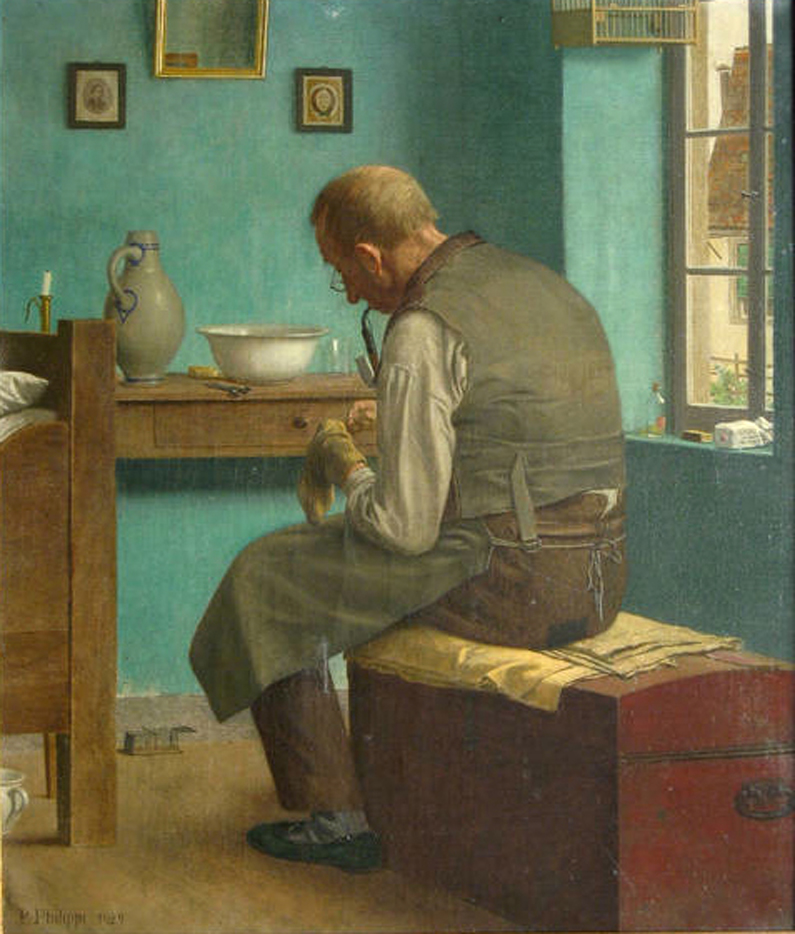
Холостяк (1929)
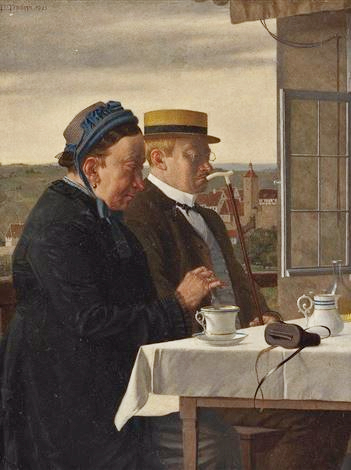
В купе (1925)
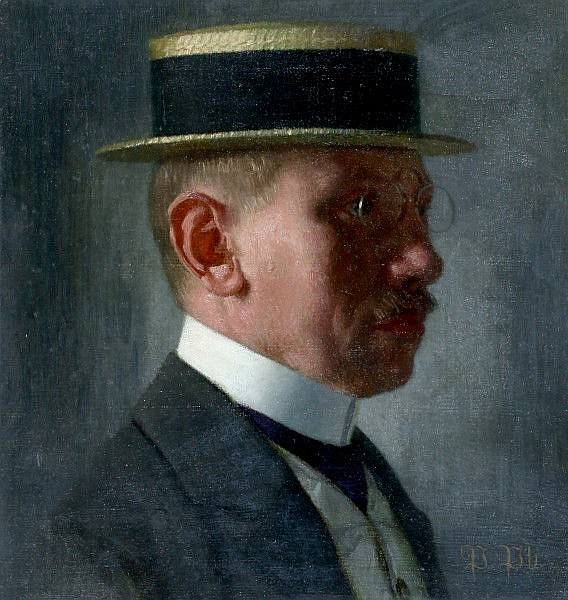
Портрет молодого человека в очках (ок. 1910)

## Публикации (избранное)
- Peter Philippi: Die kleine Stadt und ihre Menschen — Bilder/Erlebnisse/Gedichte. Einführung Carl Meißner. Walter Hädecke Verlag Stuttgart 1938 und 1945—1949.